# Вонсовский, Сергей Васильевич

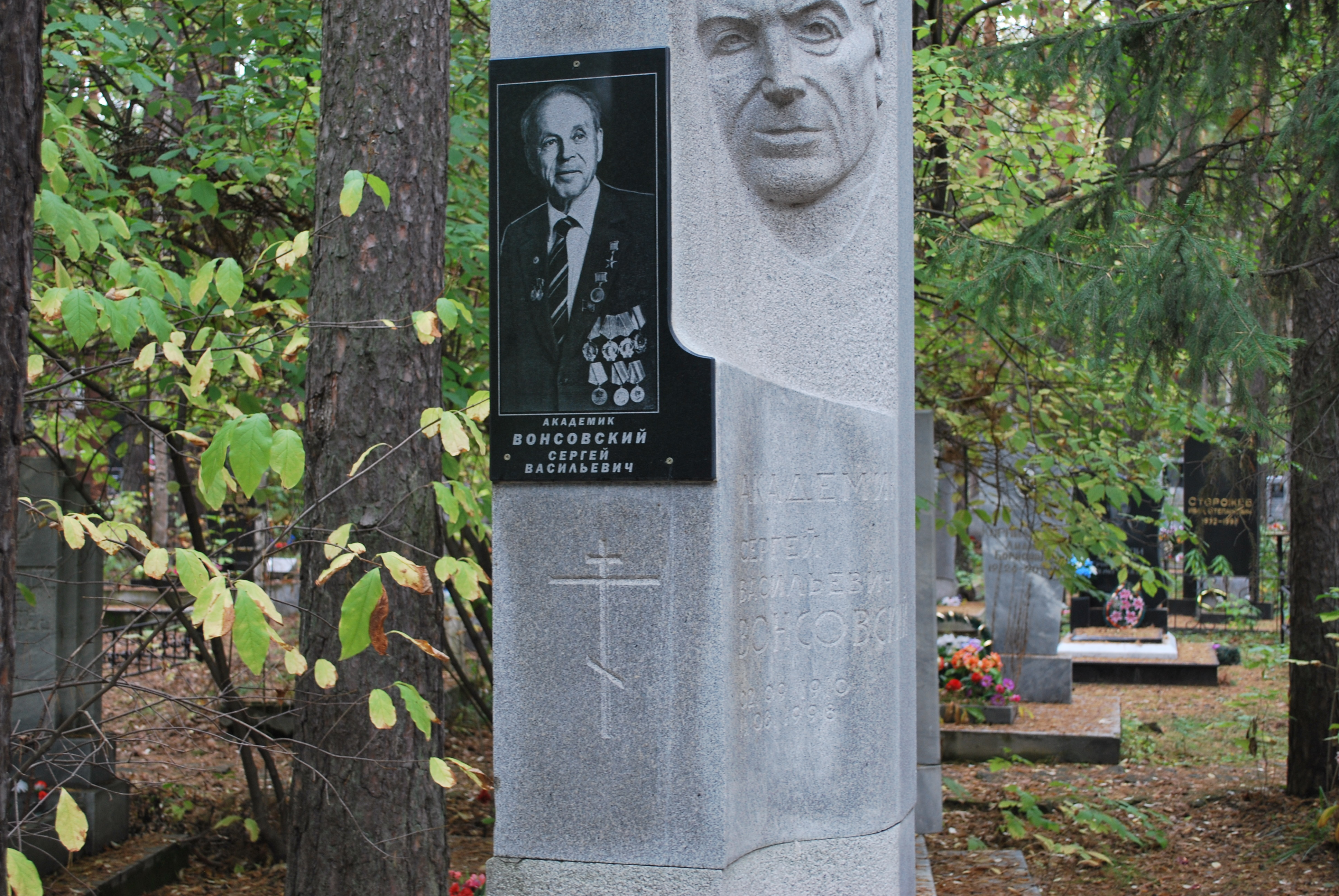
Могила С. В. Вонсовского на Широкореченском кладбище

Сергей Васильевич Вонсовский (20 августа [2 сентября] 1910 — 11 августа 1998) — советский и российский физик, академик АН СССР (1966) и РАН (с 1991). Герой Социалистического Труда (1969).

## Биография
Родился в Ташкенте в семье Софьи Ивановны Вонсовской и её второго мужа заслуженного учителя Узбекской ССР Василия Семёновича Вонсовского.
Окончил Ленинградский университет (1932) по специальности «теоретическая физика». С октября 1932 года жил в Свердловске, куда был направлен по распределению. В 1932—1939 годах работал в Уральском физико-техническом институте (Свердловск), с 1939 года — заведующий отделом Института физики металлов. Руководил лабораторией магнитной нейтронографии, созданной по его инициативе. Затем советник президиума РАН. Был главным редактором журнала «Физика металлов и металловедение».
С 1971 по 1985 годы — председатель президиума Уральского научного центра АН СССР. С 1947 года профессор Уральского университета (физический факультет), с 1993 года был ректором Гуманитарного университета в Екатеринбурге. В 1992—1994 годах преподавал на математико-механическом факультете основанной по его предложению физ.-мат. группе.
Основатель уральской научной школы по теории твёрдого тела и физике магнитных явлений. Труды в области квантовой теории твёрдого тела, многоэлектронной теории металлов и полупроводников, теории ферро- и антиферромагнетизма, сверхпроводимости. В 1934—1936 гг. совместно с С. П. Шубиным построил полярную и s-d-обменную модели кристаллических твёрдых тел. Создал теорию переходных металлов, сплавов и редкоземельных соединений, учитывающую взаимосвязь магнитных и электрических свойств этой группы веществ. Заложил основы теории ферромагнетизма сплавов, развил теорию явлений магнитной анизотропии и магнитострикции. Значительный цикл работ относится к теории сверхпроводимости в переходных металлах и сплавах, проблеме одновременного существования в них ферромагнетизма и сверхпроводимости.
Был одним из академиков АН СССР, подписавших в 1973 году письмо учёных в газету «Правда» с осуждением «поведения академика А. Д. Сахарова». В письме Сахаров обвинялся в том, что он «выступил с рядом заявлений, порочащих государственный строй, внешнюю и внутреннюю политику Советского Союза», а его правозащитную деятельность академики оценивали как «порочащую честь и достоинство советского ученого». Официально принёс свои извинения Андрею Дмитриевичу в процессе выборов 1989 года народных депутатов СССР от Академии наук в здании МГУ.
Скончался в 1998 году, похоронен на Широкореченском кладбище. 
Именем академика Вонсовского названа бывшая Институтская улица в жилом районе Екатеринбурга.

## Публикации
- Вонсовский С. В., Шур Я. С. Ферромагнетизм. — М. — Л., 1948.
- Вонсовский С. В. Магнетизм. Магнитные свойства диа-, пара-, ферро-, антиферро- и ферримагнетиков. — М., 1971. — 1032 с.
- Вонсовский С. В. Магнетизм микрочастиц. — М., 1973. — 280 с.
- Вонсовский С. В., Кацнельсон М. И. Квантовая физика твёрдого тела. — М., 1983.
- Вонсовский С. В. Магнетизм. — М., 1984.
- S. V. Vonsovsky, M. I. Katsnelson. Quantum Solid State Physics. — Springer. — N.Y., 1989.

Был членом редколлегии и автором ряда статей Физической энциклопедии (тт. 1-5, 1988—1999).

## Награды и премии
- Герой Социалистического Труда (1969)[9]
- 3 ордена Ленина (13.03.1969; 17.09.1975; 01.09.1980)
- 2 ордена Трудового Красного Знамени (10.09.1960; 30.08.1985)
- Орден Красной Звезды (10.06.1945)
- медаль «За трудовую доблесть» (19.09.1953)
- другие медали
- Государственная премия СССР (1975) — за монографии «Магнетизм» (1971) и «Магнетизм микрочастиц» (1973)
- Государственная премия СССР 1982 года в области науки и техники (28 октября 1982 года) — за цикл работ по предсказанию, обнаружению и исследованию бесщелевых полупроводников и экситонных фаз[10]
- Золотая медаль имени С. И. Вавилова
- Демидовская премия
- Иностранный член Польской академии наук
- Иностранный член-корреспондент Германской академии наук
- Почётный гражданин Свердловска (1984)[11].